# Alexandre de Baccano
Alexandre de Baccano fou un bisbe que morí màrtir al segle ii prop de Campagnano di Roma. Alexandre era conegut pels seus miracles que atreien la gent de tot el poble.
Al pas del segle i al segle ii començà a regnar Nerva després de la mort violenta de Domicià. Alexandre morí en les persecucions sota els Antonins al segle ii, probablement l'any 143 segons la crónica Flores Historiarum de Roger de Wendover, escrita al segle xiii. L'haurien martiritzat en descapitar-lo després que va eixir viu del forn de la mansió de Baccano, a la Via Clàudia auns vint milles de Roma, en una estació de la Via Càssia anomenada Baccanae (Baccano). El papa Damas I traslladà les seves relíquies a una església paleocristiana de la qual s'haurien trobat unes restes el 1875. Altres autors diuen que està enterrat a la Via Càssia.
Al segle iv ja hi havia una església dedicada a Alexandre de Baccano (l'any 321) A la seva tomba s'hi posava: «Hic requiescit sanctus et venerabilis martyr Alexander episcopus cuius depositio celebratur un dècims Kal. octobris.»
(Aquí jau el sant i venerable màrtir Alexandre, bisbe, el traspàs del qual se celebra l'11 de les calendes d'octubre)
La manera que va morir pot ser que no tingui valor històric però te indicacions topogràfiques.